# Аббосбек Файзуллаєв
Аббосбек Сайджон оглі Файзуллаєв (узб. Abbosbek Saydjon o'g'li Fayzullayev, нар. 3 жовтня 2003, Сирдар'їнська область) — узбецький футболіст, нападник ЦСКА (Москва) та національної збірної Узбекистану. Футболіст року в Узбекистані (2023).

## Клубна кар'єра
Народився 3 жовтня 2003 року в місті Сирдар'я. Вихованець футбольної школи клубу «Пахтакор». 6 травня 2021 року в матчі проти «Турона» дебютував у місцевій Суперлізі. 29 червня 2022 року у грі проти «Буньодкора» забив перший гол за ташкентський клуб, за який загалом провів два сезони, взявши участь у 33 матчах чемпіонату, забивши 7 голів, і став дворазовим чемпіоном Узбекистану.
4 серпня 2023 року Аббосбек підписав контракт із ЦСКА (Москва) терміном на три роки. 19 серпня у дербі проти столичного «Динамо» (1:2) дебютував за новий клуб, вийшовши на заміну на 87-й хвилині замість Максима Мухіна. 24 вересня у поєдинку проти «Ростова» (3:3), забив перший гол за ЦСКА.

## Виступи за збірні
Виступав у складі юнацької збірної Узбекистану (U-19).
2022 року складі збірної Узбекистану до 23 років взяв участь у чемпіонаті Азії серед молодіжних команд, в якому збірна Узбекистану стала переможцем, обігравши у фіналі однолітків із Саудівської Аравії, а також отримав нагороду найкращого молодого гравця року за версією Футбольної асоціації Узбекистану.
У березні 2023 року був викликаний до збірної Узбекистану до 20 років для участі в молодіжному кубку Азії і зробив свій внесок у перемогу на турнірі, провівши 6 матчів і забивши 1 гол, за що отримав нагороду найкращого гравця турніру. Цей результат дозволив команді у травні взяти участь у молодіжному чемпіонаті світу, де зіграв 4 гри і забив 1 гол.
11 червня 2023 року дебютував в офіційних матчах у складі національної збірної Узбекистану в грі Кубка націй ФАЦА проти Оману (3:0). Через кілька днів у другому матчі за збірну він забив свій перший міжнародний гол у матчі проти Таджикистану (5:1). Згодом у фіналі турніру, де Файзуллаєв, також зіграв, вони поступилися Ірану 0:1.
На початку наступного року у складі збірної був учасником кубка Азії з футболу 2023 року у Катарі, де у грі проти Індії (3:0) забив гол
Наразі протягом кар'єри в національній команді провів у її формі 10 матчів, забивши 3 голи.

## Статистика виступів

### Статистика клубних виступів
| Сезон                | Команда              | Чемпіонат            | Чемпіонат | Чемпіонат | Національний кубок | Національний кубок | Національний кубок | Континентальні кубки | Континентальні кубки | Континентальні кубки | Altre competizioni | Altre competizioni | Altre competizioni | Усього | Усього | Усього |
| Сезон                | Команда              | Ліга                 | Ігор      | Голів     | Ліга               | Ігор               | Голів              | Ліга                 | Ігор                 | Голів                | Ліга               | Ігор               | Голів              | Ігор   | Голів  |        |
| -------------------- | -------------------- | -------------------- | --------- | --------- | ------------------ | ------------------ | ------------------ | -------------------- | -------------------- | -------------------- | ------------------ | ------------------ | ------------------ | ------ | ------ | ------ |
| 2021                 | «Пахтакор»           | СЛ                   | 6         | 0         | КУ                 | 1                  | 0                  | ЛЧ                   | 2                    | 0                    | СУ                 | 0                  | 0                  | 9      | 0      |        |
| 2022                 | «Пахтакор»           | СЛ                   | 21        | 5         | КУ                 | 2                  | 2                  | ЛЧ                   | 3                    | 1                    | СУ                 | 0                  | 0                  | 26     | 8      |        |
| січ.-серп. 2023      | «Пахтакор»           | СЛ                   | 6         | 2         | КУ                 | 0                  | 0                  |                      | -                    | -                    |                    | -                  | -                  | 6      | 2      |        |
| Усього за «Пахтакор» | Усього за «Пахтакор» | Усього за «Пахтакор» | 33        | 7         |                    | 3                  | 2                  |                      | 5                    | 1                    |                    | -                  | -                  | 41     | 10     |        |
| 2023–24              | ЦСКА (Москва)        | ПЛ                   | 13        | 2         | КР                 | 5                  | 0                  |                      | -                    | -                    |                    | -                  | -                  | 18     | 2      |        |
| Усього за кар'єру    | Усього за кар'єру    | Усього за кар'єру    | 46        | 9         |                    | 8                  | 2                  |                      | 5                    | 1                    |                    | -                  | -                  | 59     | 12     |        |

### Статистика виступів за збірну
| Дата       | Місто   | Господарі  | Результат | Гості       | Турнір                | Голи | Примітки |
| ---------- | ------- | ---------- | --------- | ----------- | --------------------- | ---- | -------- |
| 11-6-2023  | Ташкент | Узбекистан | 3 – 0     | Оман        | Кубок націй ФАЦА 2023 | -    | 74'      |
| 17-6-2023  | Ташкент | Узбекистан | 5 – 1     | Таджикистан | Кубок націй ФАЦА 2023 | 1    | 46'      |
| 20-6-2023  | Ташкент | Узбекистан | 0 – 1     | Іран        | Кубок націй ФАЦА 2023 | -    | 71'      |
| 13-10-2023 | Далянь  | В'єтнам    | 0 – 2     | Узбекистан  | товариський матч      | -    | 58'      |
| 16-10-2023 | Далянь  | КНР        | 1 – 2     | Узбекистан  | товариський матч      | -    | 46'      |
| Усього     |         | Матчів     | 5         |             | Голів                 | 1    |          |

## Титули і досягнення

### Командні
- Чемпіон Узбекистану (2): 2021, 2022
- Володар Суперкубка Узбекистану (2): 2021, 2022
- Володар Кубка Росії (1): 2024–25
- Володар Суперкубка Росії (1): 2025

Збірні
- Переможець Юнацького (U-19) кубка Азії (1): 2023

### Особисті
- Футболіст року в Узбекистані: 2023, 2024